# Декатур (округ, Індіана)
Шаблон:StateAbbr_ 39°18′ пн. ш. 85°30′ зх. д. / 39.3° пн. ш. 85.5° зх. д.
Округ Декатур (англ. Decatur County) — округ (графство) у штаті Індіана, США. Ідентифікатор округу 18031.

## Історія
Округ утворений 1822 року.

## Демографія
За даними перепису
2000 року
загальне населення округу становило 24555 осіб, зокрема міського населення було 10416, а сільського — 14139.
Серед мешканців округу чоловіків було 12131, а жінок — 12424. В окрузі було 9389 домогосподарств, 6878 родин, які мешкали в 9992 будинках.
Середній розмір родини становив 3,03.
Віковий розподіл населення поданий у таблиці:
| Стать    | До 15 років | 15-21 | 22-29 | 30-39 | 40-49 | 50-65 | 65-85 | Понад 85 |
| -------- | ----------- | ----- | ----- | ----- | ----- | ----- | ----- | -------- |
| Чоловіки | 2792        | 1156  | 1349  | 1843  | 1798  | 1817  | 1244  | 132      |
| Жінки    | 2603        | 1118  | 1267  | 1799  | 1829  | 1923  | 1608  | 277      |

## Суміжні округи
- Раш — північ
- Франклін — схід
- Ріплі — південний схід
- Дженнінґс — південь
- Бартолом'ю — захід
- Шелбі — північний захід

## Виноски
1. ↑  U.S. Decennial Census. United States Census Bureau. Архів оригіналу за 26 квітня 2015. Процитовано 10 липня 2014.
2. ↑  Historical Census Browser. University of Virginia Library. Архів оригіналу за 11 серпня 2012. Процитовано 10 липня 2014.
3. ↑  Population of Counties by Decennial Census: 1900 to 1990. United States Census Bureau. Архів оригіналу за 4 жовтня 2014. Процитовано 10 липня 2014.
4. ↑  Census 2000 PHC-T-4. Ranking Tables for Counties: 1990 and 2000 (PDF). United States Census Bureau. Архів оригіналу (PDF) за 18 грудня 2014. Процитовано 10 липня 2014.
5. ↑  Decatur County QuickFacts. Бюро перепису населення США. Архів оригіналу за 7 червня 2011. Процитовано 17 вересня 2011.(англ.) Наведено за англійською вікіпедією.
6. ↑  American FactFinder. Бюро перепису населення США. Архів оригіналу за 21 травня 2008. Процитовано 31 січня 2008.

| США | Це незавершена стаття з географії США. Ви можете допомогти проєкту, виправивши або дописавши її. |